# Dodge megye (Georgia)
Dodge megye az Amerikai Egyesült Államokban, azon belül Georgia államban található. Megyeszékhelye és legnagyobb városa Eastman. Lakosainak száma 19 925 fő (2020. április 1.). Dodge megye Laurens, Wheeler, Telfair, Wilcox, Pulaski és Bleckley megyékkel határos.

## Népesség
A megye népességének változása:
| Lakosok száma | 21 791 | 21 459 | 21 381 | 21 221 | 20 882 | 19 925 |
|               | 2010   | 2011   | 2012   | 2013   | 2015   | 2020   |